# Cataglyphis machmal
Cataglyphis machmal é uma espécie de inseto do gênero Cataglyphis, pertencente à família Formicidae.